# Cesar Godeffroy (Schiff, 1873)
Die Cesar Godeffroy war eine Bark, die 1873 in Hamburg gebaut wurde und 1880 bei Juist gestrandet ist.

## Schiffsmaße
Bei Inbetriebnahme der Bark wurden am 21. Mai 1873 amtlich folgende Maße angegeben:
- Länge über Kiel                      = 50,40 m
- Größte Breite                        =  10,03 m
- Höhe (Bauchdiele bis Verdeckplanken) =  5,83 m
- Tragfähigkeit                        =  312 Hamburger Kommerzlasten / 673 Nettoregistertonnen[1]

## Geschichte
Die Cesar Godeffroy wurde auf der Werft von Johann Marbs in Hamburg-St. Pauli erbaut und lief 1873 vom Stapel. Eigner war das Handelshaus Joh. Ces. Godeffroy & Sohn. Das Schiff wurde nach dem Hamburger Kaufmann Johan Cesar Godeffroy benannt, der die Firma leitete.
Die Bark transportierte Auswanderer nach Australien und diente dem Import-Export-Geschäft von Joh. Ces. Godeffroy & Sohn in der Südsee.
Am 25. November 1880 ist die Cesar Godeffroy bei Juist gestrandet.

## Kapitäne
- Adalberto Decker[2]

## Fahrten
Mit dem Schiff wurden von Hamburg aus Fahrten in die Südsee und nach Australien unternommen.
| Datum      | Ereignis | Ort                | Bemerkung                                                                        | Quelle      |
| 1873       | Abfahrt  | Hamburg            | Abfahrt in die Südsee (direkt) mit Kaufmannsgütern                               | [ 3 ]       |
| 27.09.1873 | Ankunft  | Apia, Samoa-Inseln | Ankunft von Hamburg (direkt) mit Kaufmannsgütern                                 | [ 3 ]       |
| 30.10.1873 | Abfahrt  | Apia, Samoa-Inseln | Abfahrt nach Ninatabutabu (Keppelsinseln) in Ballast (Zwischenfahrt)             | [ 3 ]       |
| 24.12.1873 | Ankunft  | Apia, Samoa-Inseln | Ankunft von Ninatabutabu (Keppelsinseln) mit Kopra (Zwischenfahrt)               | [ 3 ]       |
| 25.01.1874 | Abfahrt  | Apia, Samoa-Inseln | Abfahrt nach Hamburg mit Kopra                                                   | [ 3 ]       |
| 1874       | Abfahrt  | Liverpool          | Abfahrt in die Südsee                                                            | [ 3 ]       |
| 28.10.1874 | Ankunft  | Apia, Samoa-Inseln | Ankunft von Liverpool                                                            | [ 3 ]       |
| 18.12.1874 | Abfahrt  | Apia, Samoa-Inseln | Abfahrt zur Marshallgruppe mit Kopra und div. Inselprodukten (Zwischenfahrt)     | [ 3 ]       |
| 12.03.1875 | Ankunft  | Apia, Samoa-Inseln | Ankunft von der Marshallgruppe mit Kopra und div. Inselprodukten (Zwischenfahrt) | [ 3 ]       |
| 14.05.1875 | Abfahrt  | Apia, Samoa-Inseln | Abfahrt nach den Freundschaftsinseln mit „Verschiedenem“                         | [ 3 ]       |
| 20.07.1875 | Abfahrt  | Sydney             | nach South Sea Islands                                                           | [ 4 ] [ 5 ] |
| 20.08.1875 | Ankunft  | Apia, Samoa-Inseln | Ankunft von Sydney mit Kaufmannsgütern und Vieh                                  | [ 3 ]       |
| 27.11.1875 | Abfahrt  | Apia, Samoa-Inseln | Abfahrt nach „Vavau“ (Freundschaftsinseln) mit „Verschiedenem“                   | [ 3 ]       |
| 15.09.1876 | Abfahrt  | Hamburg            |                                                                                  | [ 6 ]       |
| 06.01.1877 | Ankunft  | Adelaide           |                                                                                  | [ 6 ]       |
| 22.09.1877 | Abfahrt  | Adelaide           | klar zum Auslaufen nach Sydney                                                   | [ 7 ]       |
| 06.02.1877 | Ankunft  | Sydney             |                                                                                  | [ 2 ]       |
| 18.12.1877 | Ankunft  | Apia, Samoa-Inseln | Ankunft von Jaluit (Marshallinseln) mit Inselprodukten                           | [ 8 ]       |
| 13.02.1878 | Abfahrt  | Apia, Samoa-Inseln | Abreise für eine Rundfahrt im Inselgebiet Polynesiens                            | [ 9 ]       |
| 06.06.1878 | Ankunft  | Apia, Samoa-Inseln | Ankunft von den Linieninseln mit 128 Insulanern für Plantagenarbeiten            | [ 10 ]      |
| 03.11.1879 | Ankunft  | Melbourne          | von Hamburg                                                                      | [ 11 ]      |
| 21.11.1879 | Abfahrt  | Melbourne          | nach Sydney                                                                      | [ 12 ]      |
| 25.11.1879 | Ankunft  | Sydney             |                                                                                  | [ 13 ]      |
| 23.10.1880 | Ankunft  | Liverpool          | von Levuka                                                                       | [ 14 ]      |

## Schiffe gleichen Namens
Als Cesar Godeffroy fuhren noch weitere Schiffe: Ab 1845 das Vollschiff Alfred, Baujahr 1818, und zwei Barken jeweils ab Stapellauf, Baujahr 1851 und Baujahr 1855.